# Potongmun
La porte du Pothong (보통문, 普通門, Pothongmun) était la porte ouest de la forteresse de Pyongyang (Corée du Nord), au bord de la rivière Pothong. Elle a été construite alors que Pyongyang était la capitale du royaume de Goguryeo vers le VIe siècle. Après plusieurs restructurations, elle a été reconstruite en 1473. Cette porte a été classée trésor national n° 3.
Elle est composée d'un mur de soutènement fait de pierres de granit taillées, surmonté d'une tour de guet à deux étages. En dessous, une porte en arc (4,4 × 4,55 m) assure le passage. Détruite par les bombardements américains lors de la guerre de Corée, la tour a été reconstruite en 1955.

## Référence
- « Vestige historique : Porte Pothong », Corée, n° 3, 2012, page 41.